# Antoine Rivalz

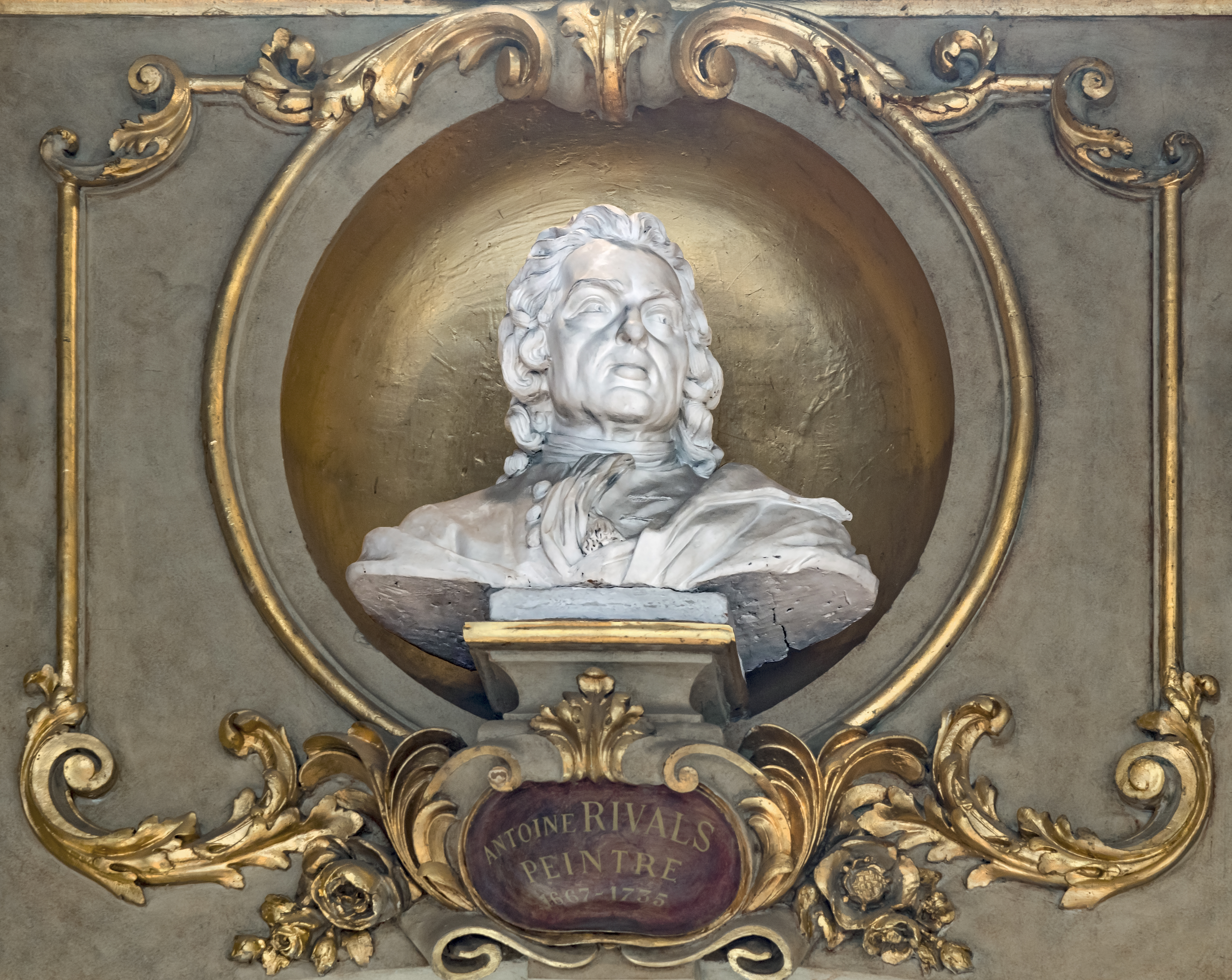
Antoine Rivalz - Buste salle des Illustres Capitole de Toulouse

Antoine Rivalz, ou Antoine Rivals, né à Toulouse le 12 mars 1667, mort dans la même ville le 11 décembre 1735, est un peintre français.
Il fut peintre officiel de Toulouse, portraitiste talentueux de la société toulousaine du XVIIIe siècle, et un dessinateur fécond.

## Biographie
Antoine Rivalz débuta sa formation dans l'atelier de son père, Jean-Pierre Rivalz, architecte et peintre de l'hôtel de ville de Toulouse. Il reçut sa formation initiale par le sculpteur Marc Arcis et le dessinateur Raymond Lafage. Lors de son enseignement artistique, il s'intéressa particulièrement à l'étude des œuvres classiques et aux œuvres des maîtres italiens de sensibilité baroque.

### Séjour à Paris
Toulouse n'ayant pas d'école de dessin d'après un modèle vivant, il se rend à Paris pour parfaire sa formation, de 1685 à 1687, où il a suivi les cours de l'Académie royale de peinture et de sculpture. Dès son retour à Toulouse, il aurait reçu ses deux premières commandes.

### Séjour à Rome
En 1687, il partit pour Rome où il allait demeurer pendant plus de dix ans. En 1694, il gagna le second prix de l'Académie de Saint-Luc avec un dessin représentant La Chute des géants, derrière Antonio Balestra et Felice Nardi. À Rome, il se lia d'amitié avec des artistes, tels que Carlo Maratta, Luigi Garzi ou Benedetto Luti, et était de plus en plus sollicité pour des commandes, de familles romaines mais aussi toulousaines.

### Retour à Toulouse. Peintre de l'hôtel de ville
En 1703, dès son retour à Toulouse, il fut, nommé peintre de l'hôtel de ville de Toulouse, fonction qu'il conserva jusqu'à sa mort. Secondé par un important atelier, il reçut de très nombreuses commandes : tableaux commémoratifs, peintures d'ordonnances de sauvegarde et d'armoiries, projets et travaux d'architectures, des mandats d'expertise et de restauration d'œuvres, mais cette charge lui permettait surtout de nouer de fructueuses relations avec le patriciat toulousain et de bénéficier d'un quasi-monopole des commandes publiques, religieuses et privées à Toulouse.

### Recréation de l'école de dessin
En 1726, il créa la première école de dessin de Toulouse. Après sa mort elle est reprise en 1738 par Guillaume Cammas. En 1750, des lettres patentes de Louis XV la transformèrent en Académie royale de peinture, sculpture et architecture de Toulouse, la seule en France, après celle de Paris, qui fut autorisée à porter ce titre.

## Famille
Il épouse en 1703 sa cousine germaine, Louise Rivalz, dont il aura six enfants. Son fils, Pierre Rivalz, dit le « chevalier Rivalz », fut aussi artiste et son importante collection privée de sculptures et épigraphies romaines fut au départ de la galerie des Antiques de Toulouse (aujourd'hui au musée Saint-Raymond). Sa fille, Louise Rivalz, se maria en 1751 avec Jean-Baptiste Despax.

## Son œuvre
Riche des enseignements qu'il avait reçu, à Toulouse, à Paris et à Rome, il créa un style original et varié, influencé par l'art baroque, l'art classique, les traditions picturales du XVIIe siècle et l'héritage des écoles italiennes. Pour exemple, le sujet pour la porte de l'apothicaire du couvent des Cordeliers, un homme avec son mortier, est le même d'une ancienne enseigne peinte, Le Pileur de Poivre (en italien Il Pestapepe), traditionnellement attribué au peintre italien Melozzo da Forlì (Pinacothèque de Forlì).
Il fit une synthèse personnelle brillante et bouleversa la vie artistique toulousaine, faisant le choix d'une esthétique résolument tournée vers le XVIIe siècle, résistant aux innovations de la peinture parisienne. Son influence, épaulée par sa position officielle, lui permit d'influencer à son tour, toute une génération d'artistes du XVIIIe siècle, engendrant une unité artistique qui fut la marque de l'école de peinture toulousaine.
Après sa mort, son œuvre fut perpétuée par d'illustres élèves tels que Guillaume Cammas ou Pierre Subleyras. Mais au début du XIXe siècle, il tomba dans un oubli qui dura plus de cent ans et ne fut réellement redécouvert qu'à partir des années 1940.

## Parmi ses œuvres

### Exposées en France
- Cinq toiles monumentales appartenant au grand cycle de l'histoire de Toulouse :

La Bataille remportée par les Tectosages sur le roi Antiochus (1702). Huile sur toile 329 x 268, musée des Augustins, Toulouse.
Le Roi Théodoric Ier mène le comte Littorius captif à Toulouse (1706). Huile sur toile 268 x 330, musée des Augustins, Toulouse.
Raymond de Saint-Gilles prenant la croix (1706). Huile sur toile 268 x 325, musée des Augustins, Toulouse.
La Défaite d'Henri II Plantagenêt sous les murs de Toulouse
L'Expulsion des huguenots (1723-1727). Huile sur toile 276 x 270, musée des Augustins, Toulouse.
- Deux perspectives :

La Naissance du duc de Bretagne ;
La Fondation d'Ancyre (1723). Huile sur toile 823 x 466, musée des Augustins, Toulouse.
- La chute des anges rebelles Chapelle latérale droite de la Cathédrale Saint-Just de Narbonne. Huile sur toile 384 x 295
- Diane et ses nymphes surprises au bain par Actéon, Narbonne, Huile sur toile 102 x 137
- Bénédiction d'un indien, musée des Augustins, Toulouse. Huile sur toile 134 × 224
- L'Annonciation, musée des Augustins, Toulouse. Huile sur toile 57.5 × 70.3
- L'Apothicaire des cordeliers de Toulouse, musée des Augustins, Toulouse. Huile sur bois 84 × 185.5
- Portrait de Pierre II Poulhariez, musée des Beaux-Arts de Carcassonne, Huile sur bois 128 × 96[3]
- 1702 : L'Immaculée conception, musée Fabre, Montpellier, huile sur toile, 73,5 x 56 cm
- 1715 : La mort de Cléopâtre, musée des Augustins, Toulouse. Huile sur toile 101 × 122
- 1726 : Autoportrait devant l'esquisse de la chute des anges rebelles, Huile sur toile 64 × 83, musée des Augustins, Toulouse.
- 1726 : Génies, Huile sur toile 92 × 104, musée des Augustins, Toulouse.
- 1735 : Cassandre tirée hors du temple de Pallas, huile sur toile, 97 × 137 cm, musée des Beaux-Arts, Rouen.
- 1735 : La Charité, musée Bossuet, à Meaux.
- 1735 : Cimon et Pero ou La Charité romaine (avant 1735), musée Bossuet, Meaux.
- 1745 : Le Pape Urbain II consacrant la Basilique Saint-Sernin de Toulouse musée des Augustins de Toulouse
- Noli me tangere ou Jésus apparaissant à Madeleine musée Ingres-Bourdelle Montauban [4]
- Jupiter foudroyant les Titans, fin du XVIIe siècle, pierre noire, rehauts de blanc sur papier gris, 54,8 x 42,3 cm, musée des Beaux-Arts d’Orléans[5].

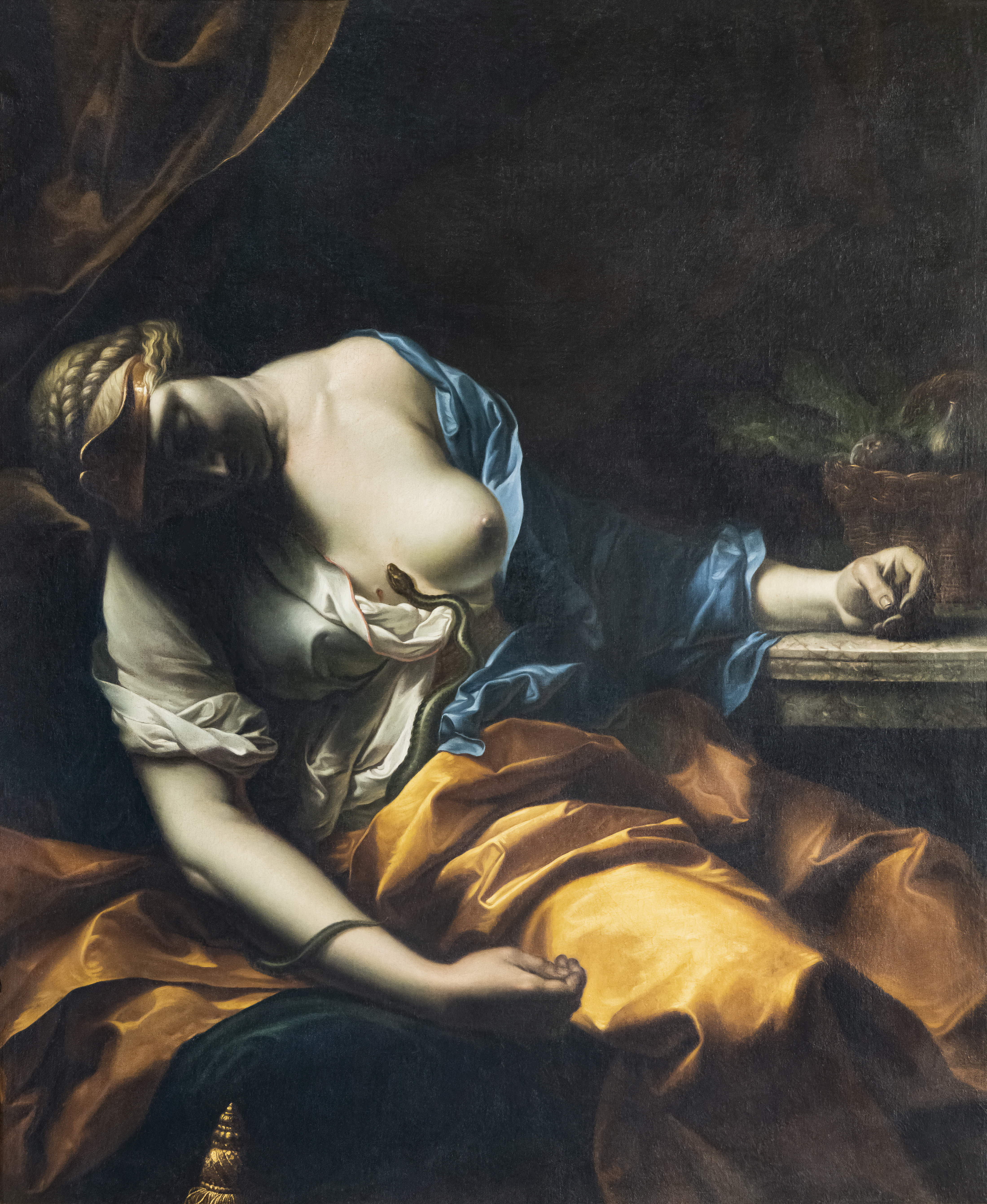
La mort de Cléopâtre, musée des Beaux-Arts de Narbonne.
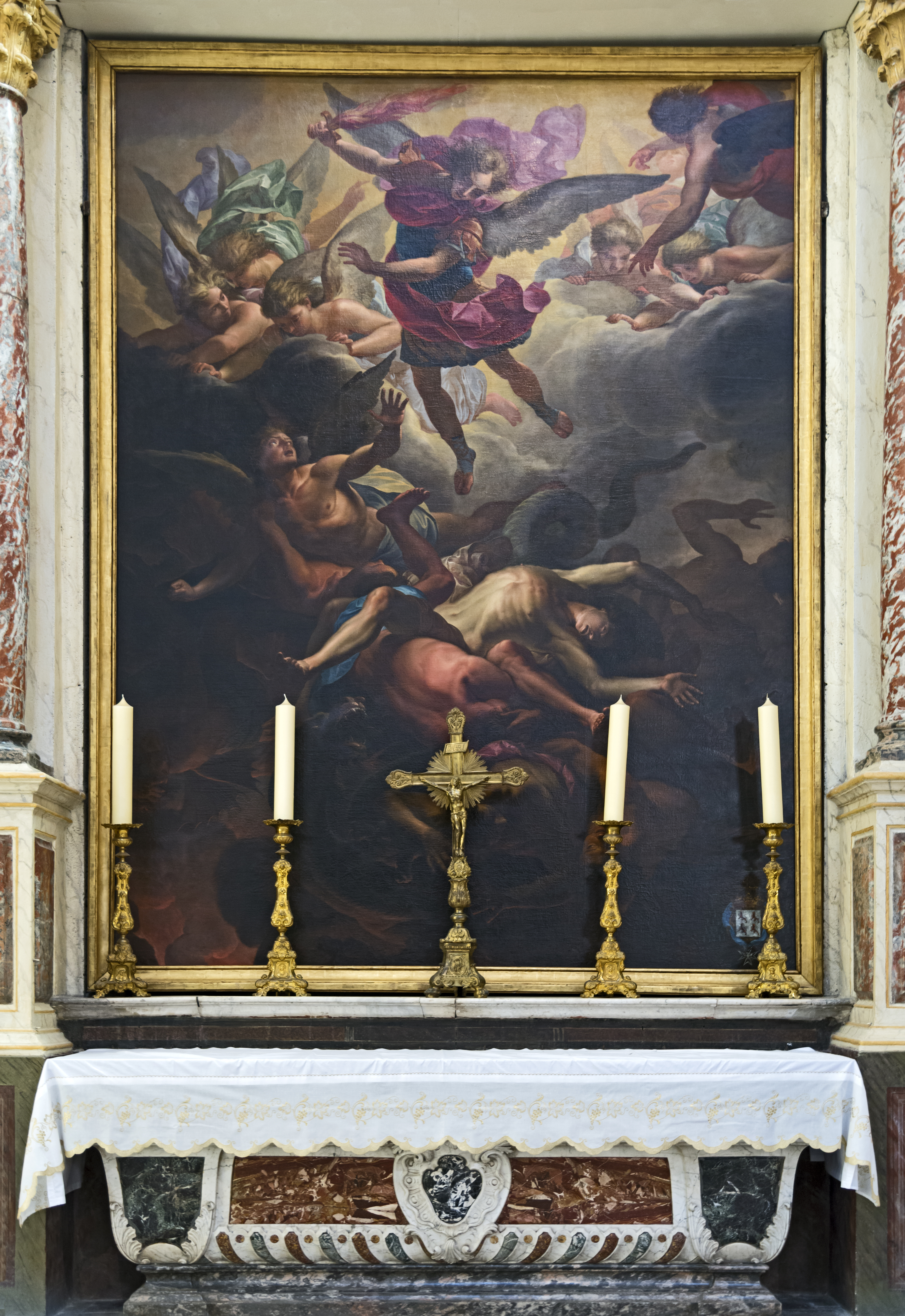
La chute des anges rebelles, Narbonne.
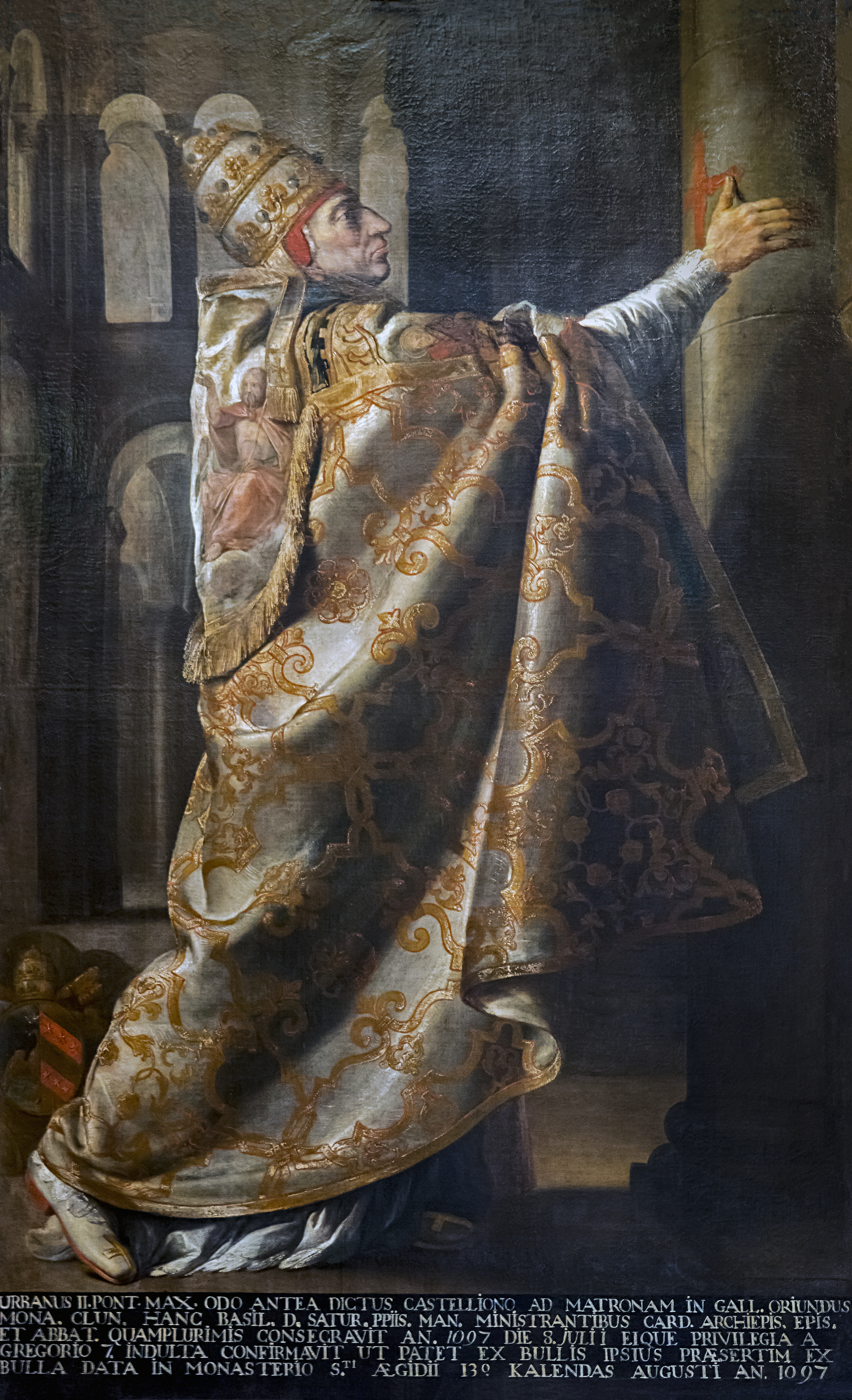
Le Pape Urbain II consacrant la Basilique Saint-Sernin, musée des Augustins de Toulouse.
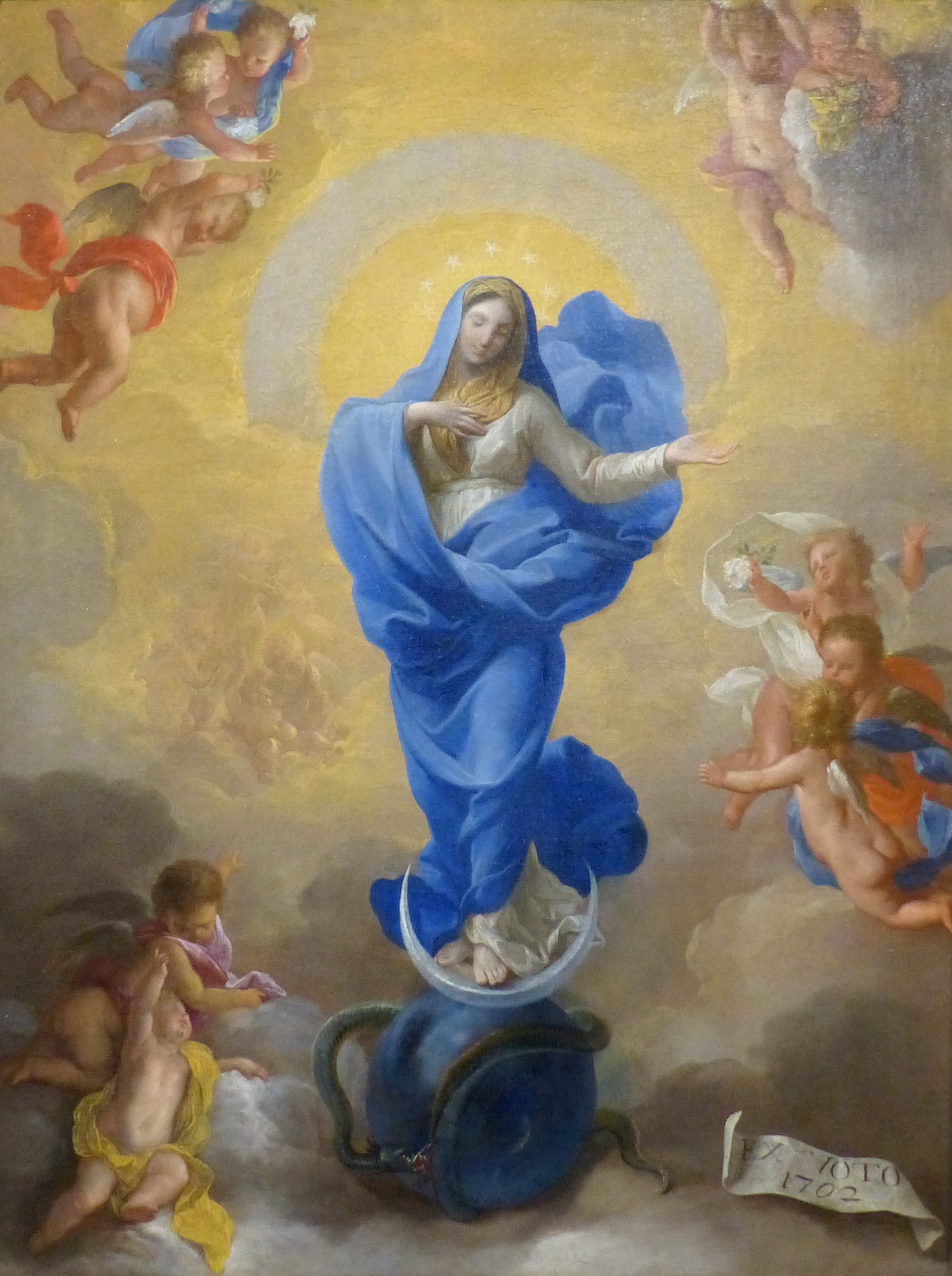
Immaculée conception (1702), musée Fabre, Montpellier.
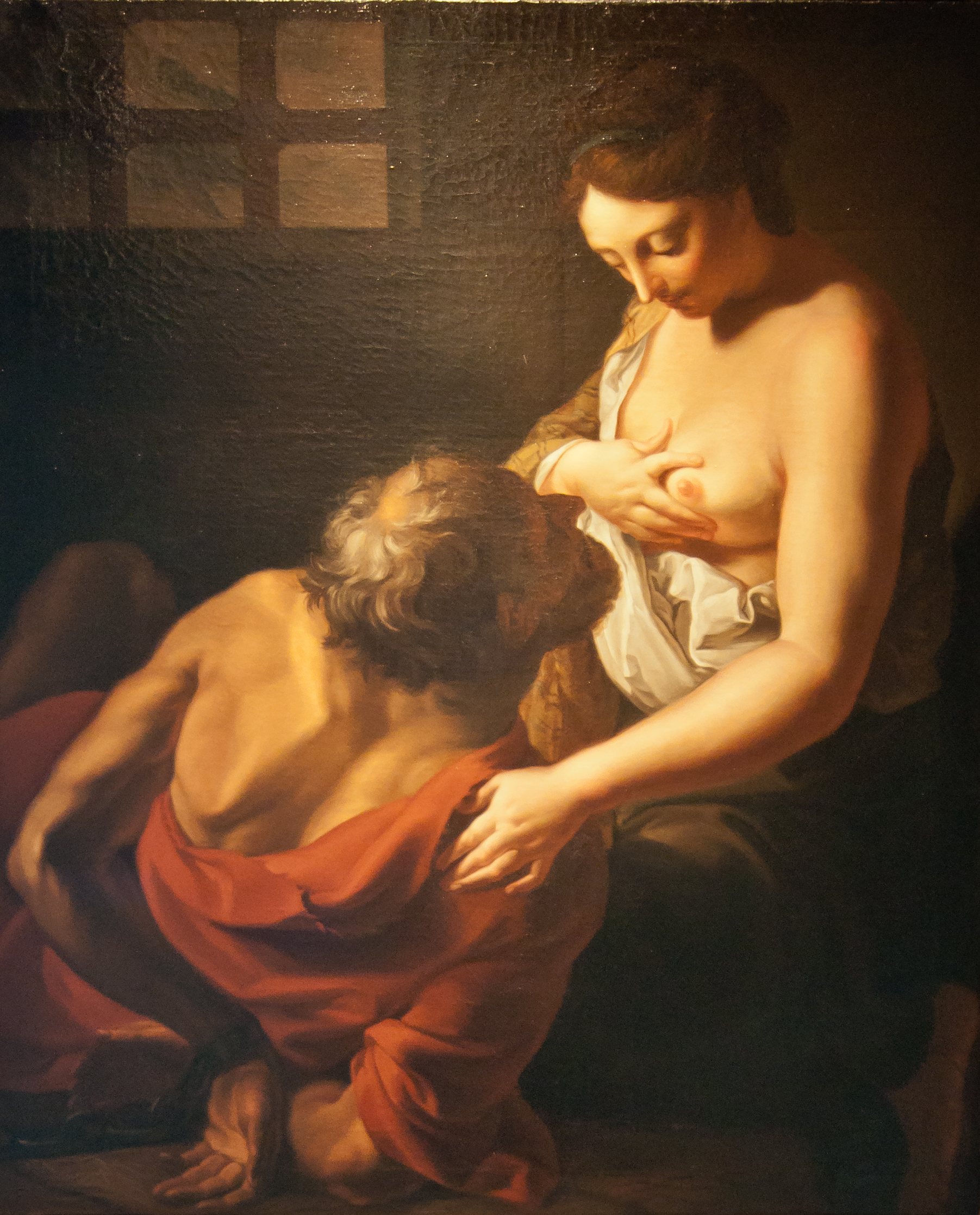
La Charité, musée Bossuet, Meaux.
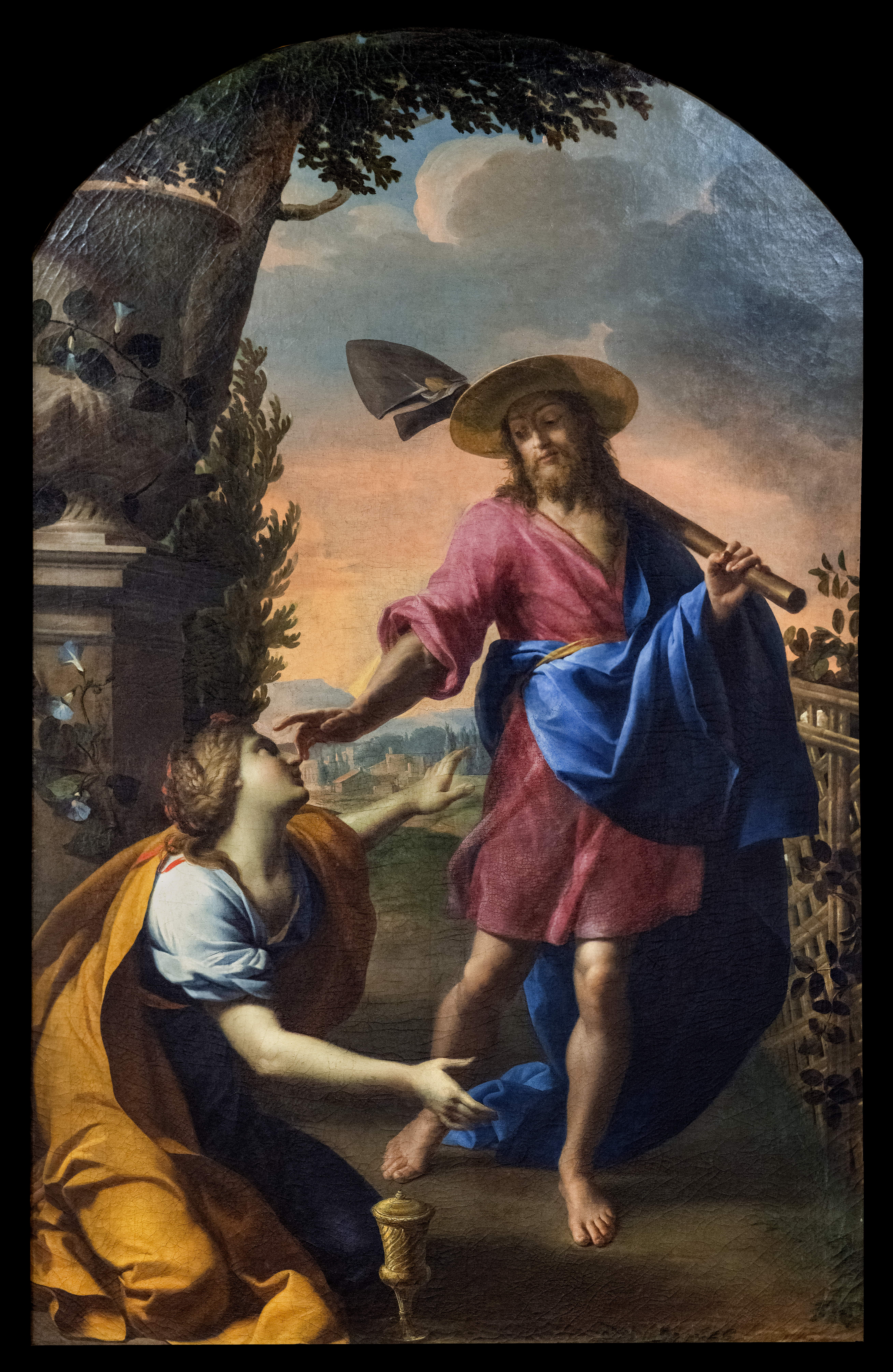
Noli me tangere musée Ingres-Bourdelle, Montauban.

### Exposées aux États-Unis
- Une allégorie (1713). Metropolitan Museum of Art.

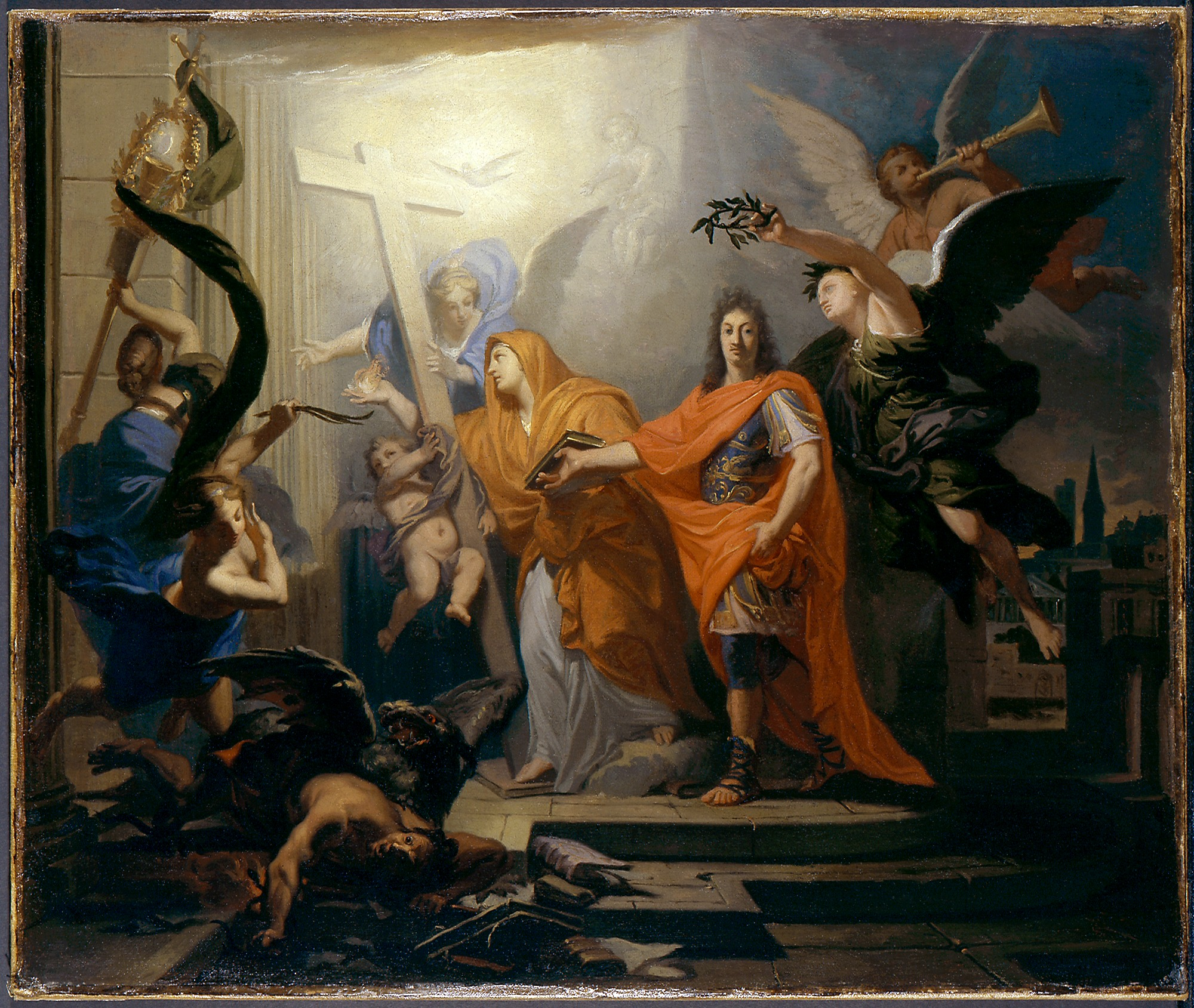
Une allégorie (1713).

## Famille
- Antoine Rivalz (né vers 1595) marié avec Catherine Falcou ;
  - Jean-Pierre Rivalz (Labastide-d'Anjou, 27 juillet 1625-Toulouse, 17 mai 1706)[6], marié à Toulouse en 1666 avec Perette de Caillavel ;
    - Antoine Rivalz, marié à Toulouse en 1703 avec sa cousine, Louise Rivalz († 1741) ;
      - Jean Antoine Rivalz (1705-1709) ;
      - Martin Rivalz (1707- ) ;
      - Émonde Rivalz (1712-1757), mariée à Toulouse en 1741 avec Jérôme Falguières (1716- ) ;
      - Marianne Rivalz (1715_1745) ;
      - Pierre Rivalz (1720-1785), dit le chevalier Rivalz, chevalier de l'Éperon d'or, marié à Toulouse en 1752 avec Magdelaine de Poussoy ;
      - Louise Françoise Rivalz (1726-1755), mariée à Toulouse en 1751 avec Jean-Baptiste Despax (1710-1773) ;
      - Pétronille Rivalz († 1732)

  - Jean Rivalz († 1666) ;
  - Antoine Rivalz marié à Labastide-d'Anjou en 1680 avec Marie Anne Poulaille († 1707)
    - Pierre Rivalz, frère cadet d'Antoine Rivalz, apprenti chez un drapier appelé Duraffé à partir de 1692, avant de s'établir comme marchand à Rome et à Macerata[7] ;
    - Louise Rivalz († 1741) mariée en 1703 avec son cousin, Antoine Rivalz.

## Sources
- Thèse de l'école des chartes par Valérie Néouze